# Frederika Hannoverská
Frederika Hannoverská (Frederika Luisa, řecky: Φρειδερίκη; 18. dubna 1917, Blankenburg am Harz – 6. ledna 1981, Madrid) byla od 1. dubna 1946 do 6. března 1964 jako manželka krále Pavla řecká královna.

## Život
Narodila se 18. dubna 1917 v Blankenburgu am Harz v německém Brunšvickém vévodství jako jediná dcera a třetí potomek Arnošta Augusta, tehdy vládnoucího brunšvického vévody, a jeho manželky pruské princezny Viktorie Luisy, která byla sama jedinou dcerou německého císaře Viléma II. Její otec i dědeček z matčiny strany se vzdali trůnu v listopadu 1918 po porážce Německa v první světové válce, zatímco její dědeček z otcovy strany byl v předchozím roce zbaven britského královského vévodství.
V roce 1934 Adolf Hitler ve své ambici propojit britský a německý královský rod požádal Frederičiny rodiče, aby zařídili sňatek jejich sedmnáctileté dcery s princem z Walesu. Frederičina matka ve svých pamětech popsala, že ona i její manžel byli "zdrceni" a taková možnost "nám nikdy nepřišla na mysl". Sama Viktorie Louisa byla kdysi před svým sňatkem považována za potenciální nevěstu právě této osoby. Navíc věkový rozdíl byl příliš velký (princ z Walesu byl o třiadvacet let starší než Frederika) a její rodiče nebyli ochotni na svou dceru "vyvíjet takový nátlak."
Její rodina jí říkala Freddie.

## Manželství

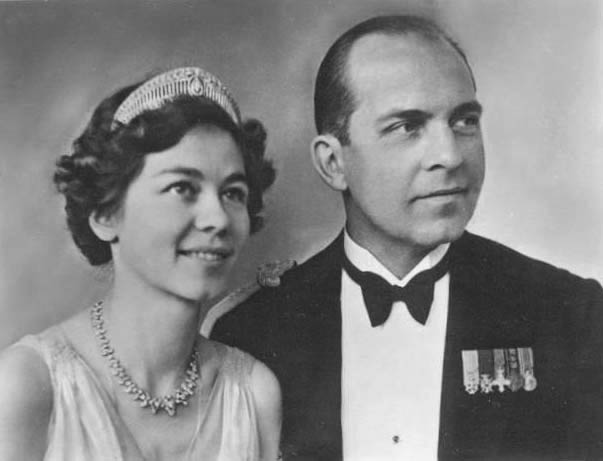
Princezna Frederika s manželem princem Pavlem, 1939

Řecký princ Pavel ji požádal o ruku v létě 1936, když se v Berlíně účastnil Letních olympijských her 1936. Pavel byl synem krále Konstantina I. a Frederičiny pratety Sofie. Byli tedy bratranci a sestřenice z prvního kolene z matčiny strany. Byli také bratranci z otcovy strany z druhého kolena jako pravnuci Kristiána IX. Dánského. Jejich zasnoubení bylo oficiálně oznámeno 28. září 1937. Vzali se 9. ledna 1938 se v Aténách a téhož dne se Frederika stala dědičnou princeznou Řecka, její manžel byl předpokládaným dědicem svého bezdětného staršího bratra, krále Jiřího II.
Na počátku manželství bydleli ve vile v Psychiku na předměstí Atén. Deset měsíců po svatbě se jim 2. listopadu 1938 narodilo první dítě, budoucí španělská královna Sofie. Dne 2. června 1940 se Frederice narodil budoucí král Konstantin II.

## Druhá světová válka a exil
Během druhé světové války, v dubnu 1941, byla řecká královská rodina evakuována na Krétu v létajícím člunu Sunderland. Krátce nato zaútočila německá vojska na Krétu. Frederika a její rodina byli opět evakuováni a zřídili exilovou vládu v Londýně.
V exilu se král Jiří II. a zbytek řecké královské rodiny usadili v Jižní Africe. Zde se 11. května 1942 narodilo Frederičino poslední dítě, princezna Irena. Jejím kmotrem se stal jihoafrický vůdce, generál Jan Smuts. Rodina se nakonec v únoru 1944 usadila v Egyptě.

## Královna
1. dubna 1947 Jiří II. zemřel a na trůn nastoupil Frederičin manžel Pavel I., Frederika se stala královnou-chotí. Komunistické povstání v severním Řecku vedlo k řecké občanské válce. Král a královna v létě 1947 za přísných bezpečnostních opatření cestovali po severním Řecku a vyzývali k loajalitě.
Královna Frederika byla neustále napadána kvůli svému německému původu. Levicoví politici v Řecku opakovaně používali k propagandě proti ní skutečnost, že císař byl jejím dědečkem a že měla bratry, kteří byli členy SS. Byla také různě kritizována, že je "velmi pruská" a "je nacistka". Když v listopadu 1947 v Londýně zastupovala svého nemocného manžela na svatbě jeho prvního bratrance, řeckého a dánského prince Philipa se starší dcerou krále Jiřího VI. princeznou Alžbětou, Winston Churchill poznamenal, že císař byl její dědeček. Královna Frederika mu odpověděla, že tuto skutečnost uznává, ale připomněla mu, že je také potomkem královny Viktorie a že její otec by byl britským králem, kdyby země fungovala podle salického práva (umožňujícího dědit korunu pouze mužům).
Řecká občanská válka skončila v srpnu 1949. Král a královna využili této příležitosti k posílení monarchie a uskutečnili oficiální návštěvy maršála Josipa Broze Tita v Bělehradě, italského prezidenta Luigiho Einaudiho v Římě, západoněmeckého prezidenta Theodora Heusse a libanonského prezidenta Bechara El Khouryho, etiopského císaře Haile Selassieho I., indického krále Čakravarthiho Radžagopalachariho, krále Jiřího VI. ve Spojeném království a ve Spojených státech amerických prezidenta Dwighta D. Eisenhowera. Doma v Řecku a v zahraničí ve Spojeném království se však královna Frederika stala terčem útoků opozice, protože jako dívka patřila do Bund Deutscher Mädel (Svazu německých dívek), odnože skupiny Hitlerjugend pro mladé ženy; její příznivci argumentovali tím, že vyhnout se členství ve skupině by bylo za tehdejšího politického klimatu v nacistickém Německu obtížné.
Na rozdíl od svého pokorného manžela patřila Frederika v poválečném Řecku k nejnenáviděnějším veřejným osobnostem, a to z řady důvodů, mezi něž patřily její politické zásahy, neomalená povaha a německý původ. Frederika byla označována za "ve své podstatě nedemokratickou". Byla známá svými četnými svévolnými a protiústavními zásahy do řecké politiky a střety s demokraticky zvolenými vládami. Aktivně politicky vystupovala proti zvolení Alexandra Papagose, doma v Řecku i v zahraničí ve Velké Británii se stala terčem útoků opozice. V roce 1963 ji při návštěvě Londýna donutily nepokoje řeckých levičáků demonstrujících proti situaci s politickými vězni z řecké občanské války k dočasnému úkrytu v cizím domě. Její politický zásah byl tvrdě kritizován a byl významným faktorem posilování republikánských nálad.
Její nejstarší dcera Sofie se 14. května 1962 v Aténách provdala za španělského prince Juana Carlose (později španělského krále Juana Carlose I.).

## Královna vdova
6. března 1964 zemřel král Pavel na rakovinu. Když se její syn, král Konstantin II., oženil 18. září téhož roku s dánskou princeznou Annou Marií, královna Frederika se vzdala většiny svých veřejných povinností ve prospěch své snachy. 
Odešla na venkov, kde žila téměř samotářským životem. Nadále se však účastnila královských událostí, které se týkaly rodiny, například křtů svých vnoučat ve Španělsku i v Řecku.

## Exil
Kritici vinili krále Konstantina II. ze střetů s demokraticky zvoleným premiérem Georgem Papandreuem starším, které vedly k destabilizaci, jež vyústila ve vojenský převrat 21. dubna 1967 a nástup plukovnického režimu. Později téhož roku se král pokusil o protipřevrat ve snaze obnovit demokracii, jehož neúspěch ho donutil odejít do exilu. Následně junta jmenovala regenta, který plnil úkoly exilového panovníka.

## Úmrtí
Frederika zemřela 6. února 1981 v madridském exilu na selhání srdce, údajně po operaci očních víček (blefaroplastika), ačkoli jeden z životopisců tvrdí, že šlo o odstranění šedého zákalu.
Byla pohřbena v Tatoi (palác a pohřebiště královské rodiny v Řecku). Jejímu synovi a jeho rodině bylo dovoleno zúčastnit se obřadu, ale ihned po něm museli odejít.

## Rodina
9. ledna 1938 se v Aténách provdala za řeckého korunního prince Pavla. Pár měl 3 děti:
- 1. Sofie Řecká (* 2. 11. 1938 Athény)
  - ⚭ 1962 Juan Carlos I. (* 5. 1. 1938 Řím), španělský král v letech 1975–2014
- 2. Konstantin II. (* 2. 6. 1940), poslední řecký král od roku 1964 de iure do roku 1973, de facto však vládl jen do roku 1967, kdy opustil Řecko
  - ⚭ 1964 princezna Anne-Marie Dánská (* 30. 8. 1946 Kodaň)
- 3. Irena Řecká a Dánská (* 11. 5. 1942 Kapské Město), svobodná a bezdětná

## Vyznamenání
- rytíř Řádu slona – Dánsko, 23. ledna 1963[1]
- dáma velkokříže Řádu královny ze Sáby – Etiopské císařství
- velkokříž Řádu čestné legie – Francie
- velkokříž Řádu zásluh o Italskou republiku – Itálie, 14. května 1959[2]
- velkokříž speciální třídy Záslužného řádu Spolkové republiky Německo – Německo, 8. května 1956
- velkokříž Řádu Karla I. – Rumunsko
- velkokříž Řádu Spasitele – Řecké království
- velkokříž Řádu svaté Olgy a Sofie – Řecké království, 9. ledna 1938
- velkokříž speciální třídy Řádu dobročinnosti – Řecké království
- dáma Řádu Mahá Čakrí – Thajsko, 14. února 1963[3]
- Bene merenti – Vatikán

## Vývod z předků
|                       |                                       |  |                 |                                                                      |  |  |  |  |  |  |  | Arnošt August I. Hannoverský |
|                       |                                       |  |                 |                                                                      |  |  |  |  |  |  |  |                              |
|                       | Jiří V. Hannoverský                   |  |                 |                                                                      |  |  |  |  |  |  |  |                              |
|                       |                                       |  |                 |                                                                      |  |  |  |  |  |  |  |                              |
|                       |                                       |  |                 | Frederika Meklenbursko-Střelická                                     |  |  |  |  |  |  |  |                              |
|                       |                                       |  |                 |                                                                      |  |  |  |  |  |  |  |                              |
|                       | Arnošt August II. Hannoverský         |  |                 |                                                                      |  |  |  |  |  |  |  |                              |
|                       |                                       |  |                 |                                                                      |  |  |  |  |  |  |  |                              |
|                       |                                       |  |                 | Josef Sasko-Altenburský                                              |  |  |  |  |  |  |  |                              |
|                       |                                       |  |                 |                                                                      |  |  |  |  |  |  |  |                              |
|                       | Marie Sasko-Altenburská               |  |                 |                                                                      |  |  |  |  |  |  |  |                              |
|                       |                                       |  |                 |                                                                      |  |  |  |  |  |  |  |                              |
|                       |                                       |  |                 | Amálie Württemberská                                                 |  |  |  |  |  |  |  |                              |
|                       |                                       |  |                 |                                                                      |  |  |  |  |  |  |  |                              |
|                       | Arnošt August Brunšvický              |  |                 |                                                                      |  |  |  |  |  |  |  |                              |
|                       |                                       |  |                 |                                                                      |  |  |  |  |  |  |  |                              |
|                       |                                       |  |                 | Fridrich Vilém Glücksburský                                          |  |  |  |  |  |  |  |                              |
|                       |                                       |  |                 |                                                                      |  |  |  |  |  |  |  |                              |
|                       | Kristián IX.                          |  |                 |                                                                      |  |  |  |  |  |  |  |                              |
|                       |                                       |  |                 |                                                                      |  |  |  |  |  |  |  |                              |
|                       |                                       |  |                 | Luisa Karolina Hesensko-Kasselská                                    |  |  |  |  |  |  |  |                              |
|                       |                                       |  |                 |                                                                      |  |  |  |  |  |  |  |                              |
|                       | Thyra Dánská                          |  |                 |                                                                      |  |  |  |  |  |  |  |                              |
|                       |                                       |  |                 |                                                                      |  |  |  |  |  |  |  |                              |
|                       |                                       |  |                 | Vilém Hesensko-Kasselský                                             |  |  |  |  |  |  |  |                              |
|                       |                                       |  |                 |                                                                      |  |  |  |  |  |  |  |                              |
|                       | Luisa Hesensko-Kasselská              |  |                 |                                                                      |  |  |  |  |  |  |  |                              |
|                       |                                       |  |                 |                                                                      |  |  |  |  |  |  |  |                              |
|                       |                                       |  |                 | Luisa Šarlota Dánská                                                 |  |  |  |  |  |  |  |                              |
|                       |                                       |  |                 |                                                                      |  |  |  |  |  |  |  |                              |
| Frederika Hannoverská |                                       |  |                 |                                                                      |  |  |  |  |  |  |  |                              |
|                       |                                       |  |                 |                                                                      |  |  |  |  |  |  |  |                              |
|                       |                                       |  | Vilém I. Pruský |                                                                      |  |  |  |  |  |  |  |                              |
|                       |                                       |  |                 |                                                                      |  |  |  |  |  |  |  |                              |
|                       | Fridrich III. Pruský                  |  |                 |                                                                      |  |  |  |  |  |  |  |                              |
|                       |                                       |  |                 |                                                                      |  |  |  |  |  |  |  |                              |
|                       |                                       |  |                 | Augusta Sasko-Výmarská                                               |  |  |  |  |  |  |  |                              |
|                       |                                       |  |                 |                                                                      |  |  |  |  |  |  |  |                              |
|                       | Vilém II. Pruský                      |  |                 |                                                                      |  |  |  |  |  |  |  |                              |
|                       |                                       |  |                 |                                                                      |  |  |  |  |  |  |  |                              |
|                       |                                       |  |                 | Albert Sasko-Kobursko-Gothajský                                      |  |  |  |  |  |  |  |                              |
|                       |                                       |  |                 |                                                                      |  |  |  |  |  |  |  |                              |
|                       | Viktorie Sasko-Koburská               |  |                 |                                                                      |  |  |  |  |  |  |  |                              |
|                       |                                       |  |                 |                                                                      |  |  |  |  |  |  |  |                              |
|                       |                                       |  |                 | Viktorie                                                             |  |  |  |  |  |  |  |                              |
|                       |                                       |  |                 |                                                                      |  |  |  |  |  |  |  |                              |
|                       | Viktorie Luisa Pruská                 |  |                 |                                                                      |  |  |  |  |  |  |  |                              |
|                       |                                       |  |                 |                                                                      |  |  |  |  |  |  |  |                              |
|                       |                                       |  |                 | Kristián August II. Šlesvicko-Holštýnsko-Sonderbursko-Augustenburský |  |  |  |  |  |  |  |                              |
|                       |                                       |  |                 |                                                                      |  |  |  |  |  |  |  |                              |
|                       | Fridrich VIII. Šlesvicko-Holštýnský   |  |                 |                                                                      |  |  |  |  |  |  |  |                              |
|                       |                                       |  |                 |                                                                      |  |  |  |  |  |  |  |                              |
|                       |                                       |  |                 | Luisa Žofie z Danneskiold-Samsøe                                     |  |  |  |  |  |  |  |                              |
|                       |                                       |  |                 |                                                                      |  |  |  |  |  |  |  |                              |
|                       | Augusta Viktorie Šlesvicko-Holštýnská |  |                 |                                                                      |  |  |  |  |  |  |  |                              |
|                       |                                       |  |                 |                                                                      |  |  |  |  |  |  |  |                              |
|                       |                                       |  |                 | Ernest I. z Hohenlohe-Langenburg                                     |  |  |  |  |  |  |  |                              |
|                       |                                       |  |                 |                                                                      |  |  |  |  |  |  |  |                              |
|                       | Adléta z Hohenlohe-Langenburgu        |  |                 |                                                                      |  |  |  |  |  |  |  |                              |
|                       |                                       |  |                 |                                                                      |  |  |  |  |  |  |  |                              |
|                       |                                       |  |                 | Feodora Leiningenská                                                 |  |  |  |  |  |  |  |                              |
|                       |                                       |  |                 |                                                                      |  |  |  |  |  |  |  |                              |